# Weihnachtsgeschichte (Lutherbibel)

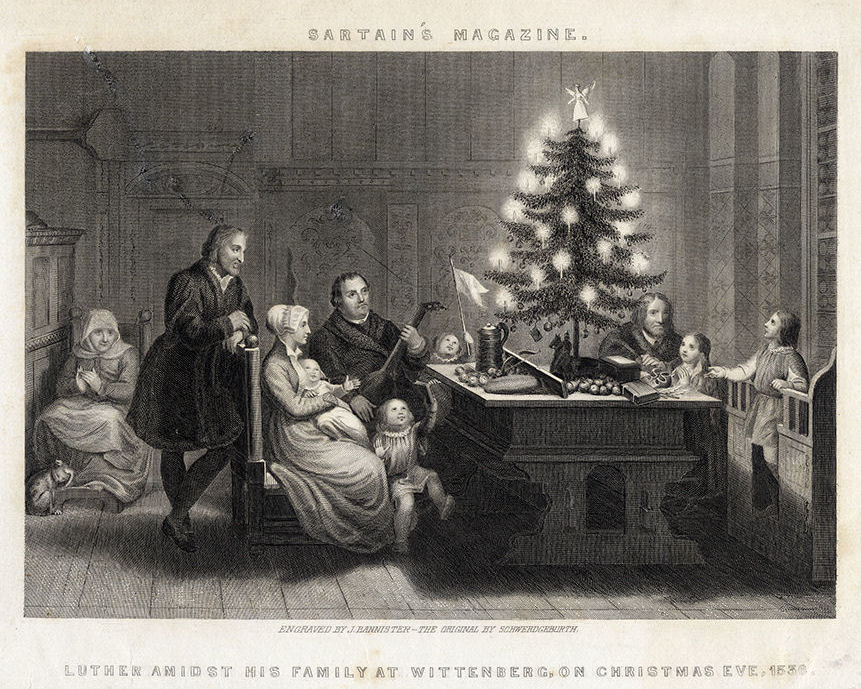
Luther mit seiner Familie am Christabend 1536 zu Wittenberg (Stahlstich aus einem Luther-Zyklus von Carl August Schwerdgeburth, 19. Jahrhundert)

Die Weihnachtsgeschichte ist ein Abschnitt aus dem Lukasevangelium (Kapitel 2, Verse 1 bis 14 oder bis 20 ), der sowohl im Gottesdienst am Heiligen Abend, als auch in der Gestaltung des Weihnachtsabends zuhause, in der evangelischen Tradition eine besondere Bedeutung hat. Es ist ein Text, den viele Menschen auswendig kennen und bei dem ein bestimmter Wortlaut erwartet wird.

## Weihnachten und Luther
Anachronistisch stellen Bilder des 19. Jahrhunderts die Familie Luther bei einer häuslichen Weihnachtsfeier dar, inklusive Tannenbaum und Hausmusik. Richtig daran ist aber, dass in Martin Luthers Theologie die Geburt Christi eine große Bedeutung hat. Er hat deshalb auch Weihnachtslieder selbst gedichtet (am bekanntesten: Vom Himmel hoch, da komm ich her). Andererseits gehen die ältesten Elemente des heutigen Weihnachtsbrauchtums in das 16. Jahrhundert zurück, also in die Zeit Luthers.

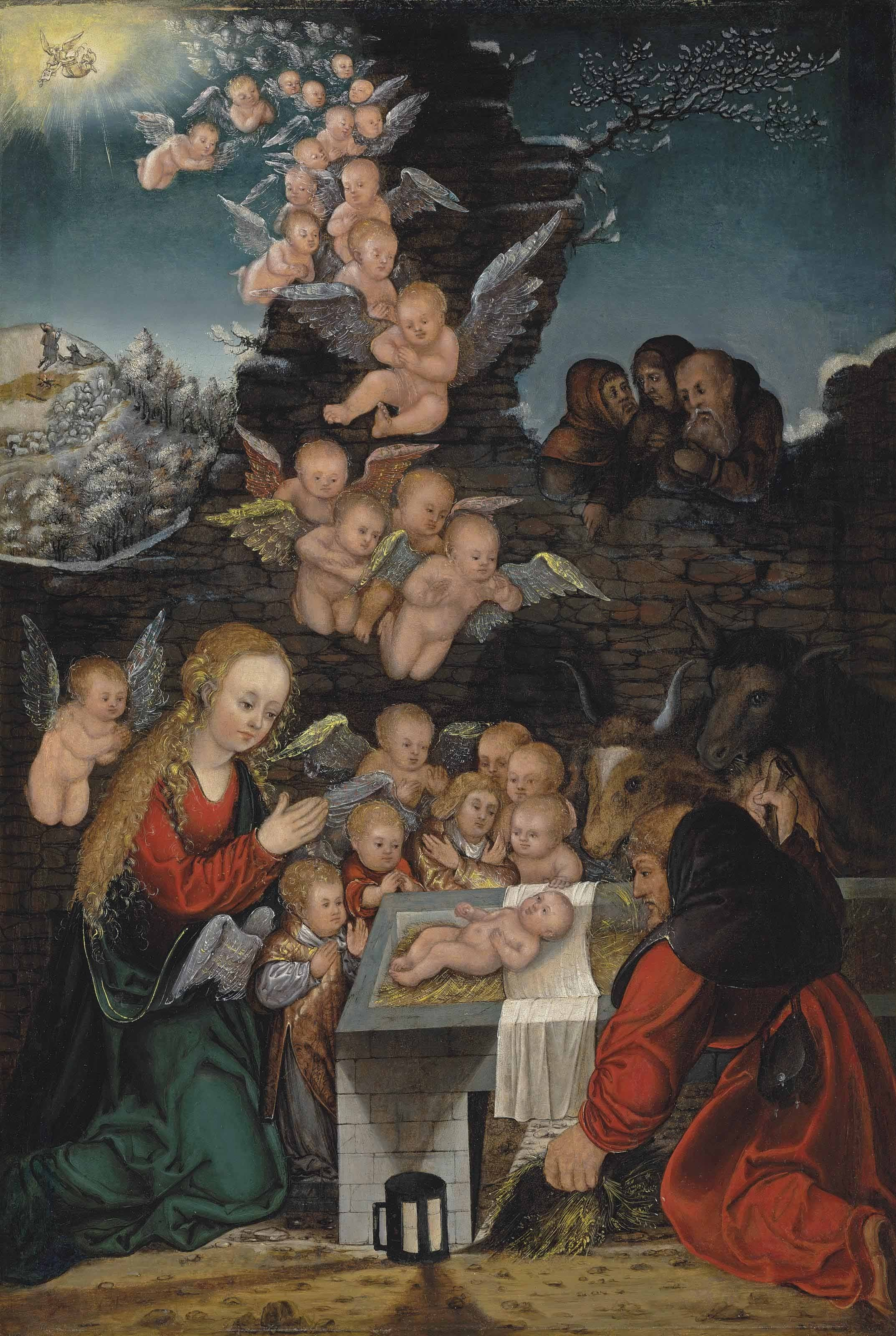
Die Geburt Christi
(Cranachwerkstatt, Wittenberg um 1520?, Privatbesitz)

### Luthers Übersetzung der Weihnachtsgeschichte
Zu Luthers sprachschöpferischer Arbeit: siehe Lutherbibel.
Da die Geburt Christi für ihn sehr wichtig war, wandte Luther bei der Übersetzung der Weihnachtsgeschichte besondere Sorgfalt an. Deshalb werden die Eigenheiten von Luthers deutscher Bibelprosa von Germanisten bevorzugt an Versen aus der Weihnachtsgeschichte aufgezeigt. 

#### Sakralsprachliche Formulierungen
Luther verwendet wie überall in seiner Bibelübersetzung auch in der Wiedergabe von Lukas 2 außeralltägliche, sakralsprachliche Formulierungen.
- „Es begab sich aber…“ als Einleitung der Erzählung;
- Reihung von Sätzen, die mit „und“ beginnen;
- Nachgestelltes „aber“: „Da sie es aber gesehen hatten…“ (V. 17), „Maria aber behielt alle diese Worte…“ (V. 18)

#### Alliteration
- „Und es waren Hirten in derselben Gegend auf dem Felde bei den Hürden, die hüteten des Nachts ihre Herde.“ (V. 8)
- „Siehe, ich verkündige euch große Freude, die allem Volk widerfahren wird, denn euch ist heute der Heiland geboren, welcher ist Christus, der Herr, in der Stadt Davids.“ (V. 10–11)[6]
- „Lasst uns nun gehen gen Bethlehem und die Geschichte sehen, die da geschehen ist…“ (V. 15)

#### Spiel mit dem Klang von Vokalen
- „Da machte sich auf auch Josef aus Galiläa, aus der Stadt Nazareth…“ (V. 4);[7]
- „Ihr werdet finden das Kind in Windeln gewickelt und in einer Krippe liegen.“ (V. 12)

### Revidierter Text 2017
Bei der Lutherbibel-Revision zeigte es sich, dass der Wortlaut von 1984 nicht ganz in den Gemeinden angekommen war; als auswendig gewusster Text war immer noch der Wortlaut von 1912 im Hintergrund präsent. Darum versuchte die Revision 2017, einige Luther-Archaismen zurückzugewinnen. Die Weihnachtsgeschichte wurde der Prüfstein, an dem sich zeigen sollte, dass „mehr Luther“ im revidierten Text steckte. Denn eigentlich galt die Regel, dass umso weniger geändert werden sollte, je bekannter ein Text war. An Psalm 23 änderte sich deshalb gar nichts. In Lukas 2, 1–20 aber änderte sich relativ viel: 20 Verse, 15 Änderungsvorschläge, davon angenommen: 12, zurück zur Fassung der Lutherbibel 1912: 11.
Luthers Gebrauch der Partikeln und Pronomina nach Möglichkeit zu erhalten, war ein Anliegen der Revision. Das modernere „weil“ wurde aber nicht zu Luthers „darum dass“, ebenso: „jeder“ statt Luthers „ein jeglicher.“ Aber in beiden Fällen gibt es eine Ausnahme: die Weihnachtsgeschichte. „Hier galt es, die rhythmische Prosa von Luthers Originalfassung wiederherzustellen, die durch Modernisierungen von 1975/1984 empfindlich gestört war.“
„Traditionsbewusste Kirchgänger werden es begrüßen, wenn sie im Weihnachtsevangelium wieder hören: »Da machte sich auf auch Josef …, darum dass (statt: weil) er von dem Hause und Geschlechte Davids war« (Lk 2, 4). Auf die Partikel und Pronomina ist sehr geachtet worden. Mit Luther liest man wieder … »auf dass« statt »damit« und oft »da« statt »als«.“ Das Phänomen entspricht der in allen Religionen beobachtbaren Entwicklung einer Sakralsprache.
Ein erwünschter Nebeneffekt war die Übereinstimmung mit Bachs Vertonung im Weihnachtsoratorium.

## Die Weihnachtsgeschichte als häusliches Ritual

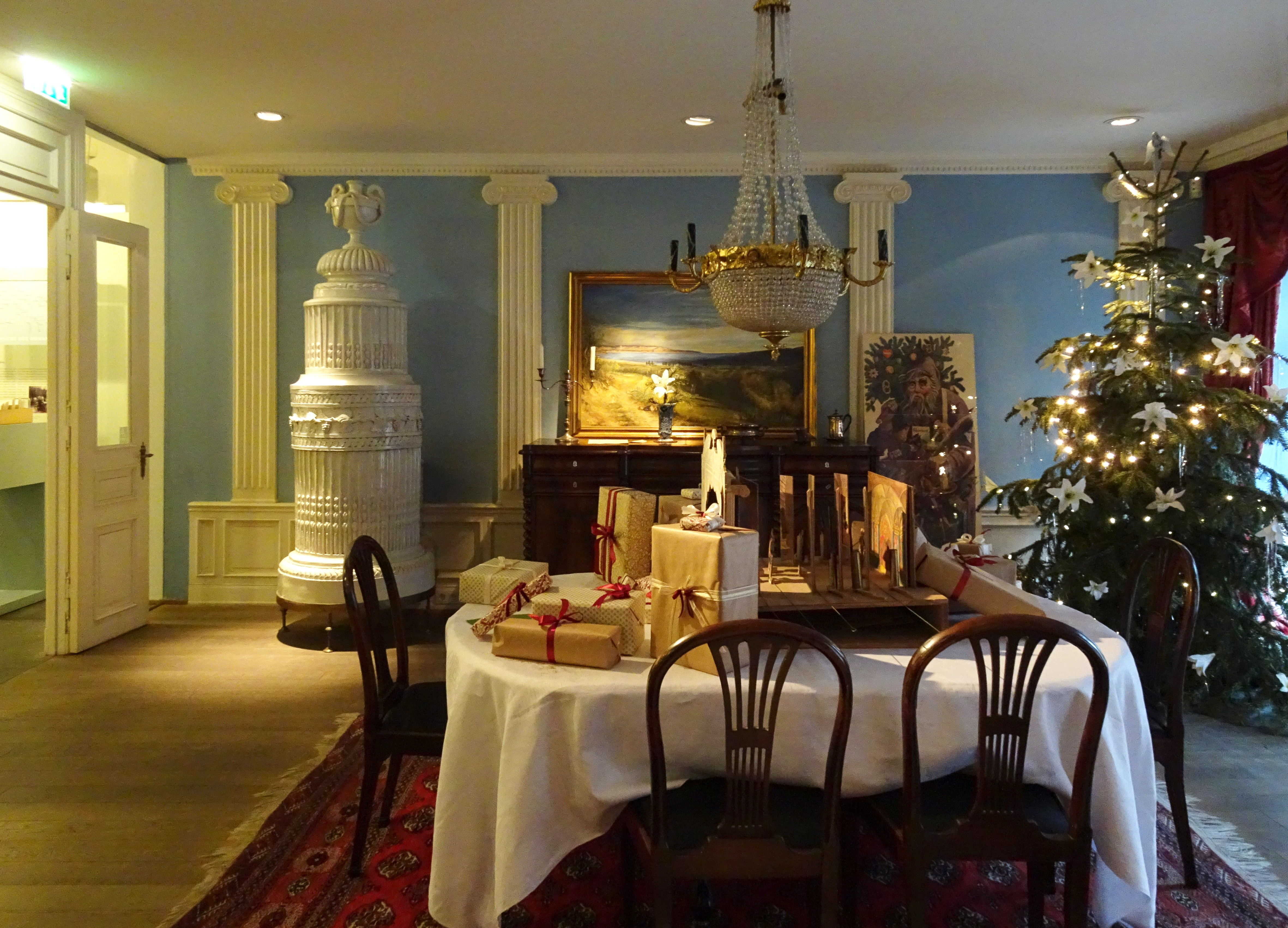
Ein Klassiker: „Weihnachten bei den Buddenbrooks“ (Buddenbrookhaus Lübeck)

Das evangelische Christentum ist vergleichsweise arm an Ritualen, die im privaten Bereich praktiziert werden. Viele sind mit dem Weihnachtsfest verbunden. 

Das Bürgertum des 19. Jahrhunderts wirkte hier vorbildhaft in andere Milieus hinein; eine klassische Gestaltung bietet Thomas Mann im Roman Buddenbrooks (es war de facto die in der Lübecker Familie Mann übliche Form, Weihnachten zu feiern). Hier ist die Weihnachtsgeschichte vor dem Betreten des Weihnachtszimmers, sozusagen vor der noch geschlossenen Himmelstür verortet:
„Die Konsulin aber schritt langsam zum Tische und setzte sich inmitten ihrer Angehörigen auf das Sofa, das nun nicht mehr wie in alter Zeit unabhängig und abgesondert vom Tische dastand. Sie rückte die Lampe zurecht und zog die große Bibel heran, deren altersbleiche Goldschnittfläche ungeheuerlich breit war. Dann schob sie die Brille auf die Nase, öffnete die beiden ledernen Spangen, mit denen das kolossale Buch geschlossen war, schlug dort auf, wo das Zeichen lag, daß das dicke, rauhe, gelbliche Papier mit dem übergroßen Druck zum Vorschein kam, nahm einen Schluck Zuckerwasser und begann, das Weihnachtskapitel zu lesen. Sie las die altvertrauten Worte langsam und mit einfacher, zu Herzen gehender Betonung, mit einer Stimme, die sich klar, bewegt und heiter von der andächtigen Stille abhob. »Und den Menschen ein Wohlgefallen!« sagte sie. Kaum aber schwieg sie, so erklang in der Säulenhalle dreistimmig das »Stille Nacht, heilige Nacht«, in das die Familie im Landschaftszimmer einstimmte. Man ging ein wenig vorsichtig zu Werke dabei, denn die meisten der Anwesenden waren unmusikalisch…“
Nach der Erhebung von Baumann und Hauri für die Schweiz wird die Weihnachtsgeschichte aktuell in 29 % der Familien vorgelesen, und dort, wo dies geschieht, wird der Brauch von den betreffenden Eltern neben Tannenbaum und Krippe als sehr wichtig eingestuft.